# Chi Cao
Chi Cao (chinois : 曹驰 ; pinyin : Cáo Chí) est un danseur de ballet britannique né le 22 mars 1978 dans la province du Shanxi en Chine. Son père était danseur et sa mère musicienne. À l'âge de 4 ans, sa famille déménage à Pékin où son père devient directeur de la célèbre Académie de danse. Cao suit une formation de danse classique à l'académie de danse de Pékin, puis à la Royal Ballet School à Londres. En 1995, il rejoint le Birmingham Royal Ballet basé à Birmingham en Angleterre, et il y devient danseur étoile dès 2002.

## Prix et distinctions
- En 1994, à 16 ans, il remporte le Prix de Lausanne[2] ;
- Médaille d'or lors du concours international de ballet de Varna en 1998 ;

- Prix du meilleur acteur décerné par les Inside Film Awards pour son interprétation du danseur Li Cunxin dans le film Le dernier danseur de Mao.